# 利波恩
利波恩是德国莱茵兰-普法尔茨州的一个市镇。总面积4.80平方公里，总人口281人，其中男性137人，女性144人（2011年12月31日），人口密度59人/平方公里。